# Inés Gorrochategui
Inés Gorrochategui (* 13. Juni 1973 in Córdoba) ist eine ehemalige argentinische Tennisspielerin.

## Karriere
Gorrochategui, die im Alter von sieben Jahren mit dem Tennissport begann, wurde mit 18 Jahren Profispielerin.
Sie gewann in ihrer Karriere jeweils sieben Doppeltitel auf der WTA Tour und auf dem ITF Women’s Circuit. 1993 stand sie mit ihrer Partnerin Amanda Coetzer im Finale der Doppelkonkurrenz der US Open, das sie gegen Arantxa Sánchez Vicario und Helena Suková in zwei Sätzen verloren.
Im Fed Cup spielte sie von 1990 bis 1999 für das argentinische Team 17 Partien, von denen sie 14 siegreich gestalten konnte.
1999 beendete Inés Gorrochategui ihre Profikarriere.

## Turniersiege

### Doppel
| Nr. | Datum            | Turnier       | Kategorie    | Belag           | Partnerin         | Finalgegnerinnen                  | Ergebnis       |
| --- | ---------------- | ------------- | ------------ | --------------- | ----------------- | --------------------------------- | -------------- |
| 1.  | 8. Dezember 1991 | São Paulo     | WTA Tier V   | Sand            | Mercedes Paz      | Renata Baranski Laura Glitz       | 6:2, 6:2       |
| 2.  | 3. Mai 1992      | Tarent        | WTA Tier V   | Sand            | Amanda Coetzer    | Rachel McQuillan Radka Zrubáková  | 4:6, 6:3, 7:60 |
| 3.  | 18. Juli 1993    | Prag          | WTA Tier IV  | Sand            | Patricia Tarabini | Laura Golarsa Caroline Vis        | 6:2, 6:1       |
| 4.  | 24. Oktober 1993 | Budapest      | WTA Tier III | Teppich (Halle) | Caroline Vis      | Sandra Cecchini Patricia Tarabini | 6:1, 6:3       |
| 5.  | 9. April 1995    | Amelia Island | WTA Tier II  | Sand            | Amanda Coetzer    | Nicole Arendt Manon Bollegraf     | 6:2, 3:6, 6:2  |
| 6.  | 21. Mai 1995     | Berlin        | WTA Tier I   | Sand            | Amanda Coetzer    | Larisa Neiland Gabriela Sabatini  | 4:6, 7:6, 6:2  |
| 7.  | 27. Juli 1997    | Warschau      | WTA Tier III | Sand            | Ruxandra Dragomir | Meike Babel Catherine Barclay     | 6:4, 6:0       |